# Warren Goldstein
Warren Goldstein (ur. 1971 w Pretorii) – południowoafrykański rabin, prawnik, od 2005 roku naczelny rabin Południowej Afryki.
Obecnie mieszka w Johannesburgu, gdzie obecnie sprawuje swój urząd. Uczęszczał do Jesziwy Gedola w Johannesburgu, tam też otrzymał ordynacje rabinacką. Warren Goldstein jest pierwszym Naczelnym Rabinem Południowej Afryki, który urodził się w Południowej Afryce.